# 卡拉延市
卡拉延市（英語：Kalayaan Municipality），菲律賓華人譯作加拉延社或自由社，是菲律宾在南沙群岛（菲律宾称「卡拉延群岛」）上所设置的行政区域。卡拉延市在行政区划上属于民马罗巴区巴拉望省，其行政中心位于中业岛（菲律賓稱「希望島」），下辖一个描籠涯（鎮）。
1978年6月11日，菲律宾总统费迪南德·马科斯签署法律文件，在南沙群岛菲占岛屿上设立卡拉延市。其所实际控制的岛屿有：中业岛（Pag-asa）、西月岛（Likas）、北子岛（Parola）、马欢岛（Lawak）、南钥岛（Patag）、杨信沙洲（Panata）、火艾礁（Balagtas）、仁爱礁（Ayungin）和司令礁（Rizal）。

## 历史
1971年，菲律宾政府对探险家托马斯·克洛马在1956年占领并纳入自由地领土的60个岛屿、岛礁和沙洲提出主权要求，并将它们命名为“卡拉延群岛”（Kalayaan Island Group，他加禄语意爲“自由群島”）。1974年11月，克洛马被菲律宾总统费迪南德·马科斯（Ferdinand Marcos）逮捕，并被迫以一菲律宾比索的价格将自由地出售给菲律宾，以换取自己的自由。
1978年，菲律宾以其地设置卡拉延市。1980年1月30日，Aloner M. Heraldo当选首任市长。
2013年5月13日，欧亨尼奥·B·比托-奥农（Eugenio B. Bito-Onon Jr.）当选卡拉延市市长。

## 地理
卡拉延市位于巴拉望省西部，下辖一个描笼涯，即「百牙沙」（Pag-asa，中业岛），共控有11个岛礁，总土地面积约79公頃（200英畝；0.79平方；0.31平方英里）。
| 岛礁译名           | 菲律宾使用名称         | 中国使用名称 | 国际通用英语名称    | 面积                |
| 岛                 | 岛                     | 岛           | 岛                  | 岛                  |
| ------------------ | ---------------------- | ------------ | ------------------- | ------------------- |
| 百牙沙岛（希望岛） | Pag-asa Island         | 中业岛       | Thitu Island        | 32.7公頃（81英畝）  |
| 礼加示岛（天然岛） | Likas Island           | 西月岛       | West York Island    | 18.6公頃（46英畝）  |
| 巴洛拉岛（灯塔岛） | Parola Island          | 北子岛       | Northeast Cay       | 12.7公頃（31英畝）  |
| 拉越岛（广袤岛）   | Lawak Island           | 马欢岛       | Nanshan Island      | 7.9公頃（20英畝）   |
| 哥打岛（城堡岛）   | Kota Island            | 南钥岛       | Loaita Island       | 6.5公頃（16英畝）   |
| 巴沓岛（平坦岛）   | Patag Island           | 费信岛       | Flat Island         | 0.57公頃（1.4英畝） |
| 梅楚拉亞謹諾岛     | Melchora Aquino Island | 南钥沙洲     | Loaita Cay          | 0.53公頃（1.3英畝） |
| 巴那他岛（誓言岛） | Panata Island          | 杨信沙洲     | Lankiam Cay         | 0.44公頃（1.1英畝） |
| 礁                 |                        |              |                     |                     |
| 黎刹礁             | Rizal Reef             | 司令礁       | Commodore Reef      | 0                   |
| 描辘沓示礁         | Balagtas Reef          | 火艾礁       | Irving Reef         | 0                   |
| 爱尤银礁           | Ayungin Reef           | 仁愛礁       | Second Thomas Shoal | 0                   |

## 区划主张冲突
- 高雄市旗津區：中華民國對南海群島聲索的管轄行政區。
- 三沙市：中华人民共和国在南沙群岛聲索區域设置的地级市。
- 长沙岛县：越南在南沙群岛聲索區域设置的县。
- 沙巴州：馬來西亞對南海群島聲索的管轄行政區。
- 汶萊專屬經濟區。